# 申師任堂
申師任堂（1504年10月29日—1551年5月17日），朝鮮国中期的女性書画家、作家、儒學者和詩人。儒学者李栗谷的母亲。字仁善、号師任堂、思任堂、師妊堂、妊師齋、任堂。朝鮮历史上良妻賢母的典范。

## 生平
申師任堂本貫平山。出生于江原道江陵的两班贵族家庭（出生地为今韩国马岩特第165号文物乌竹轩）。父为当地名賢申命和、母为龍仁李氏李思溫之女，有四名姊妹。師任堂本名據說是仁善，号師任堂、思任堂、師妊堂、妊師齋、任堂。
師任堂的名字来源于古代中国周王朝的文王的母亲，薛國任家的太任。古詩云：「周室三母，大姜任姒，文武之興，蓋由斯起。大姒最賢，號曰文母。三姑之德，亦甚大矣！」師任堂的號是希望能够继承太任的贤惠。

## 概說
師任堂自幼就探求学问，饱读四書五經等书籍，擅长于文章、針工、刺繡、绘画、书法。尤其是对詩文和繪画有出众的才华。漢詩作品很多也被后人传诵。7岁时受到15世纪的朝鲜著名画家安堅的画風影響，模仿画了山水画和葡萄，精緻精妙的作品使人们惊叹不已。后成为朝鮮一流女画家。她从生活中常见的事物中选取素材。她画的人物素描，大雁、 茄子、山水、葡萄，草、虫等都生动逼真。
申師任堂在江陵长大，19岁时嫁给了德水李氏的李元秀。師任堂的孝心、才能与愛受到了世人的好评，成为朝鮮時代的女性贤妻良母的代表。38岁時移居漢城（今首爾）。
師任堂与李元秀有7个子女，且关心儿女的教育。朝鮮時代知名的儒学者之一李栗谷（李珥）就是師任堂的第三个儿子。
韓国銀行于2009年6月23日發行的50000韩圆纸币的正面肖像就是申師任堂，背面为鱼梦龙的名画《月梅圖》及李霆的《風竹圖》。2006年发行的新版5000韩圆纸币的肖像画的正面即为‘李珥’以及栗谷出生地点烏竹軒图案和竹子，而背面为李珥母亲申師任堂的一副名画草蟲圖。母子同为韩元正面肖像画在韩国历史上还是首次，而申師任堂也是第一位登上韩国纸币的女性人物。

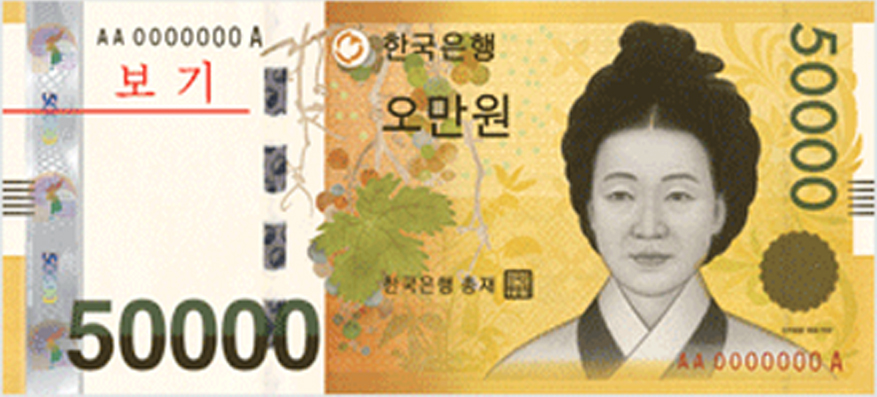
50000韩元正面的申師任堂
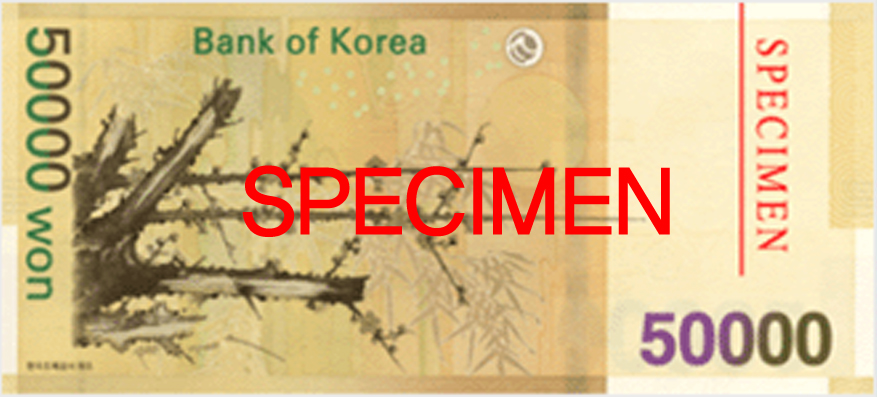
50000韩元背面的月梅圖及風竹圖
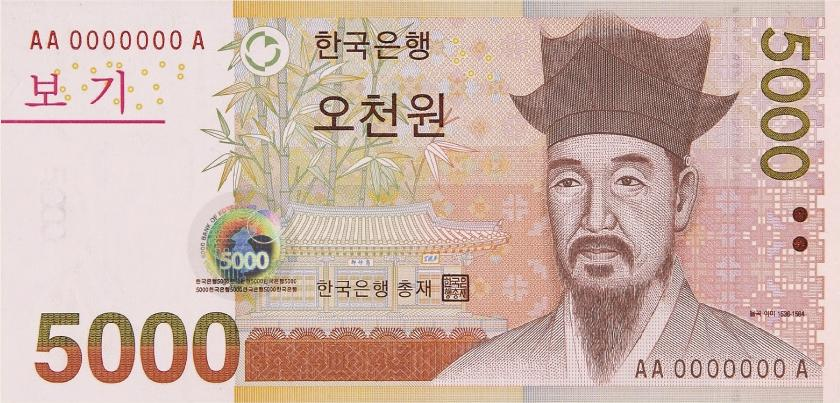
5000韓元的紙幣肖像画的正面
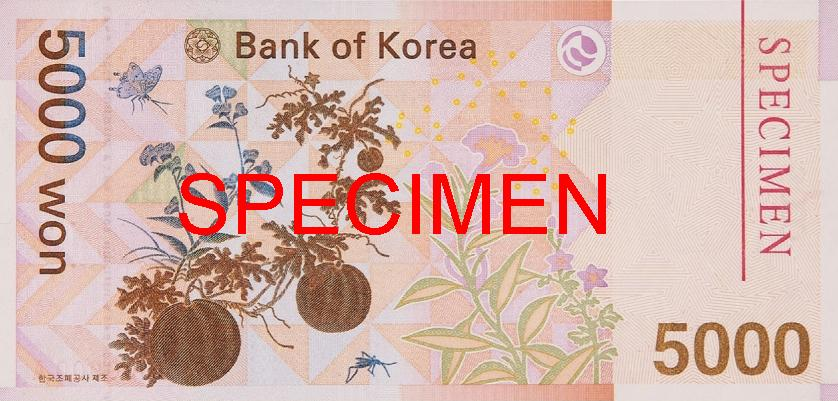
5000韓元的紙幣肖像画的背面

## 家族
- 曾祖父：申自繩
- 曾祖母：宜寧南氏，太宗外孫女，宜山君南暉與貞善公主之女。
  - 祖父：申叔權
    - 父：申命和
- 外曾祖：李益達[2]
  - 外祖：李思溫
    - 母：龍仁李氏
      - 姊：適張仁友[3]
      - 妹：適洪浩
      - 妹：適權和
      - 妹：適李胄男

## 影視作品
| 影視作品         | 飾演演員 |
| 師任堂，光的日記 | 李英愛   |